# Kanton Descartes
Descartes is een kanton van het Franse departement Indre-et-Loire. Het kanton maakt deel uit van het arrondissement Loches.

## Gemeenten
Het kanton Descartes omvatte tot 2014 de volgende 9 gemeenten:
- Abilly
- La Celle-Saint-Avant
- Civray-sur-Esves
- Cussay
- Descartes (hoofdplaats)
- Draché
- Marcé-sur-Esves
- Neuilly-le-Brignon
- Sepmes

Bij de herindeling van de kantons door het decreet van 18 februari 2014, met uitwerking op 22 maart 2015, werden daar volgende 29 gemeenten aan toegevoegd :
- Barrou
- Betz-le-Château
- Bossay-sur-Claise
- Bossée
- Bournan
- Boussay
- La Celle-Guenand
- Chambon
- La Chapelle-Blanche-Saint-Martin
- Charnizay
- Chaumussay
- Ciran
- Esves-le-Moutier
- Ferrière-Larçon
- Le Grand-Pressigny
- La Guerche
- Ligueil
- Louans
- Le Louroux
- Manthelan
- Mouzay
- Paulmy
- Le Petit-Pressigny
- Preuilly-sur-Claise
- Saint-Flovier
- Tournon-Saint-Pierre
- Varennes
- Vou
- Yzeures-sur-Creuse